# Pryl (verktyg)
Pryl är ett spetsigt handverktyg som används för att ta upp eller förstora hål i mjuka material såsom trä och läder. Prylen har ett kantigt tvärsnitt till skillnad från sylen som är cirkulär.
Ordet "pryl" i denna betydelse finns belagt i svenskan sedan 1640.

## Bildgalleri

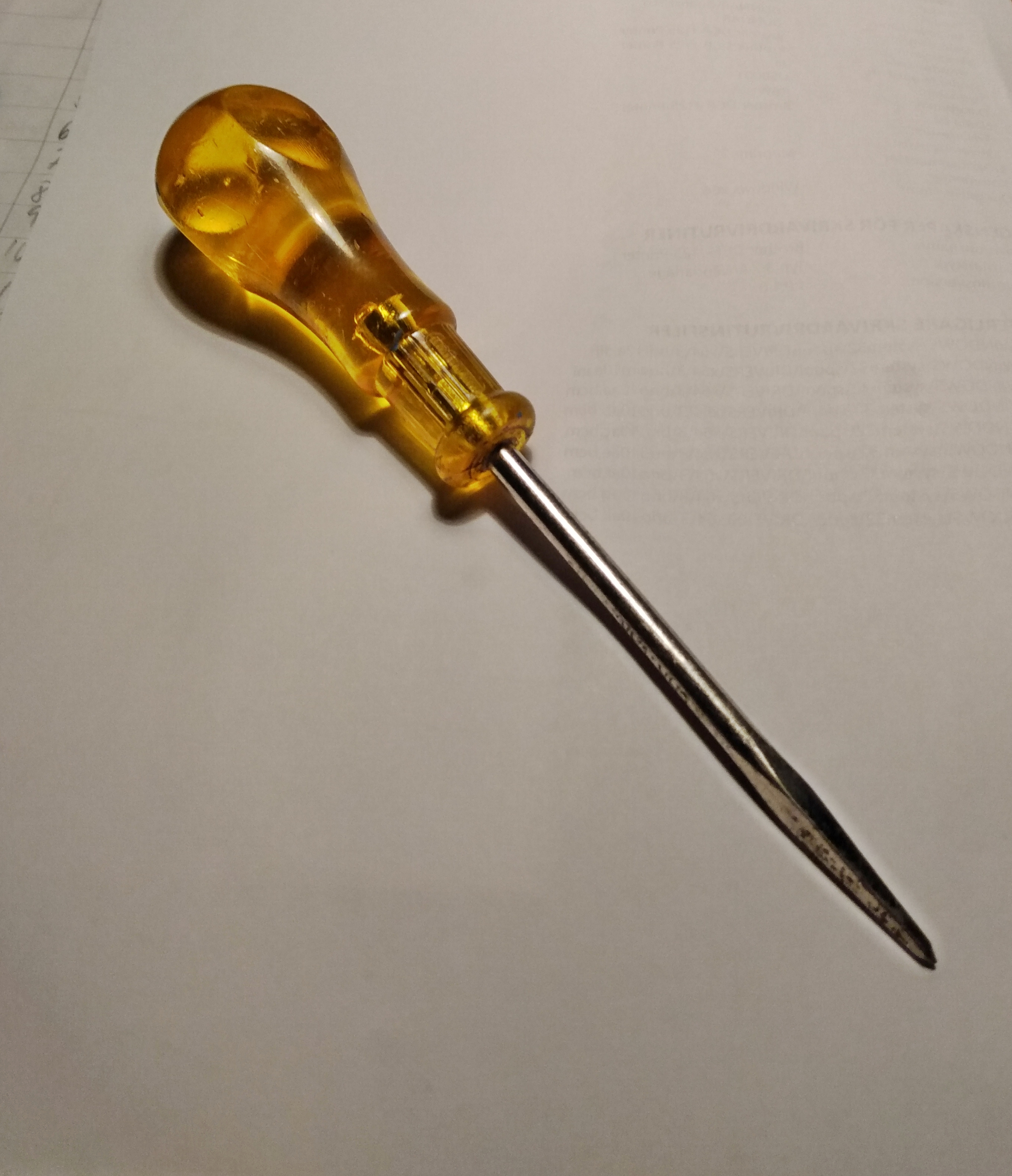
Modern pryl.
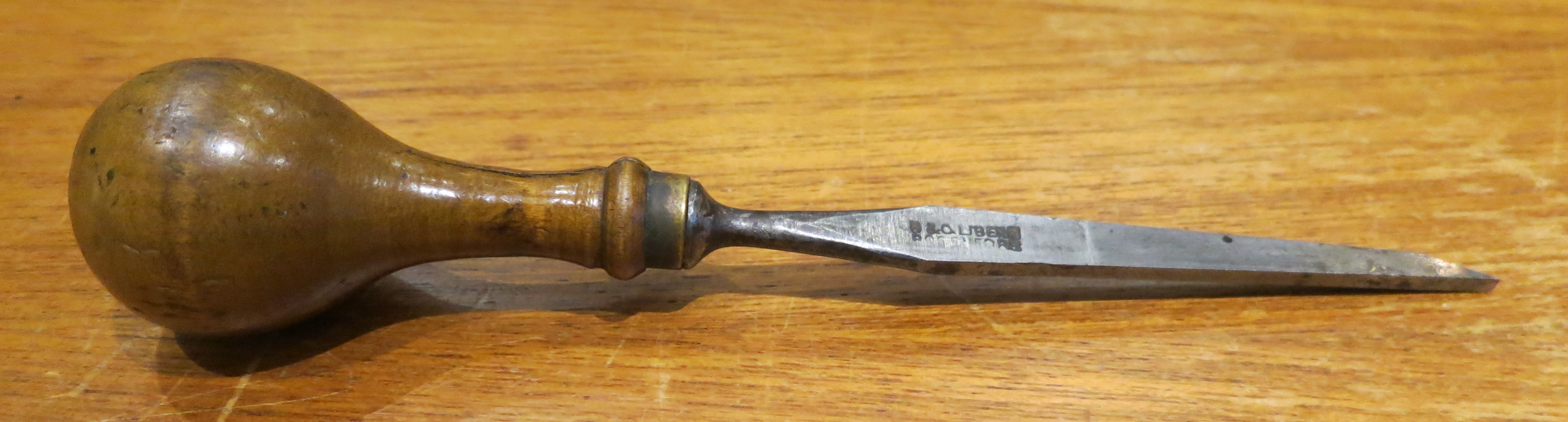
Äldre svensk pryl av B & O Libergs Fabriks AB, Rosenfors.